# Ваньянь Улу
Ваньянь Улу (кит. трад. 完颜烏祿, пиньинь Wányán Wūlù), китайское имя Ваньянь Юн (кит. трад. 完顏雍, пиньинь Wányán Yōng) — пятый император чжурчжэньской империи Цзинь.

## Биография
Ваньянь Улу был сыном Ваньянь Элидо — старшего сына основателя империи Цзинь Ваньянь Агуда от жены из рода Пусань. Отец умер, когда Улу было всего 12 лет, и он рос под влиянием матери, принадлежавшей к китаизированной бохайской семье. Благодаря матери и её родственникам Улу получил воспитание в классическом китайском духе, отлично знал китайские классические произведения, однако при этом он не забывал и традиционные для чжурчжэней вещи, считался одним из лучших в империи стрелков из лука. Как и другие его родственники, он много времени провёл в армии, воюя против китайской империи Южная Сун, и вырос всесторонне развитым человеком, «искусным как в гражданском, так и в военном».
Когда в 1149 году его двоюродный брат Ваньянь Дигунай убил императора и сам занял трон, Ваньянь Улу преподнёс ему нефритовый пояс со словами «Такая вещь недостойна быть в княжеской резиденции, её может носить только Сын Неба». Лесть оказала своё действие, и Ваньянь Улу, оказавшись в фаворе у нового императора, уцелел во время резни, которую Дигунай устроил среди родственников. Однако впоследствии Дигунаю приглянулась жена Улу — Улиньда, и в 1151 году он решил забрать её себе. Улиньда предпочла совершить самоубийство. После этого Улу затаил в сердце обиду на двоюродного брата.
Когда в 1161 году Ваньянь Дигунай пошёл войной на империю Сун, воспользовавшись его отсутствием Ваньянь Улу поднял восстание в Восточной столице и провозгласил себя императором. 19 числа 12 месяца он в с войсками вошёл в Центральную столицу. Ваньянь Дигунай был убит взбунтовавшимся военачальником Елюй Юаньи.
Перед новым императором стояло три задачи, требующие немедленного решения: укрепление власти, продолжающаяся война с Южной Сун, мятежи северных народностей. Наградив тех, кто поддержал его, и расправившись с теми, кто выступил против, Улу укрепил госаппарат. С Южной Сун в итоге в 1163 году был подписан новый договор, смягчивший условия прежнего. Мятежи северных народов были подавлены.
Если Ваньянь Дигунай старался стереть память о первой столице Цзинь, то Ваньянь Улу наоборот решил восстановить историю своего рода. С 1162 года началось восстановление дворцов и храмов в Хуэйнинфу, а в 1173 году ему было возвращено название «Верхняя столица». В 1184 году император лично отправился в Верхнюю столицу, и провёл там больше года. Чтобы заполнить опустевшие при прежнем императоре маньчжурские земли, император стал поощрять политику смешанных браков между киданями и чжурчжэнями.
Также в рамках подъёма чжурчжэней император с 1162 года сделал ежегодной императорскую охоту — традиционную для прежних чжурчжэньских вождей вещь. На чжурчжэньский язык стали переводиться классические китайские произведения, а с 1173 года среди чжурчжэней стали проводиться экзамены на государственные должности, аналогичные китайским. Слугам и рабам стали запрещать носить шёлковую одежду, а с 1188 года был введён запрет чжурчжэням носить китайскую одежду.
В 11 месяце 1186 года Ваньянь Улу официально назвал своим преемником в качестве императора своего внука Ваньянь Мадагэ, старшего сына своего 2-го сына Ваньянь Хутуваня.
Ваньянь Улу скончался от болезни в начальный месяц 1189 года.